# Tragopa bicolor
Tragopa bicolor är en insektsart som beskrevs av Goding. Tragopa bicolor ingår i släktet Tragopa och familjen hornstritar. Inga underarter finns listade i Catalogue of Life.